# 大樟乡
大樟乡，是中华人民共和国广西壮族自治区来宾市金秀瑶族自治县下辖的一个乡镇级行政单位。

## 行政区划
大樟乡下辖以下地区：
大樟村、互助村、玲马村、三古村、新村、花炉村、瓦厂村和双化村。